# 133528 Ceragioli
133528 Ceragioli este un asteroid din centura principală de asteroizi.

## Descriere
133528 Ceragioli este un asteroid din centura principală de asteroizi. A fost descoperit pe 4 octombrie 2003 la Junk Bond Observatory de David Healy (astronom). Asteroidul prezintă o orbită caracterizată de o semiaxă mare de 2,86 ua, o excentricitate de 0,09 și o înclinație de 1,3° în raport cu ecliptica.